# Fresa y chocolate
Fresa y chocolate is een Cubaans-Mexicaans-Spaanse dramafilm uit 1993 onder regie van Tomás Gutiérrez Alea en Juan Carlos Tabío.

## Verhaal
Diego is een Cubaanse homoseksuele kunstenaar, die ontevreden is over het Castroregime. In een ijssalon in Havana maakt hij kennis met de student David. Hij is van plan om Diego te bespioneren, omdat hij hem als een dissident beschouwt. Ze moeten allebei hun vooroordelen terzijde schuiven, voordat er een authentieke vriendschapsrelatie kan groeien.

## Rolverdeling
| Acteur                | Personage     |
| --------------------- | ------------- |
| Jorge Perugorría      | Diego         |
| Vladimir Cruz         | David         |
| Mirta Ibarra          | Nancy         |
| Francisco Gattorno    | Miguel        |
| Joel Angelino         | Germán        |
| Marilyn Solaya        | Vivian        |
| Andrés Cortina        | Santero       |
| Antonio Carmona       | Bruidegom     |
| Ricardo Ávila         | Taxichauffeur |
| María Elena del Toro  | Passagier     |
| Zolanda Oña           | Passagier     |
| Diana Iris del Puerto | Buurvrouw     |